# Il furioso all'isola di San Domingo
Il furioso all'isola di San Domingo és una òpera semiseria de Gaetano Donizetti sobre llibret de Jacopo Ferretti.

## Context
L'estrena absoluta va tenir lloc el 2 de gener de 1833 al Teatro Valle de Roma, amb un gran èxit. El rol del protagonista, Cardenio, va ser la primera gran part per a baríton composta per Donizetti. Aquel paper va ser cantant a l'estrena per Giorgio Ronconi, qui aleshores tenia vint-i-tres anys. Ronconi va ser considerat el primer gran baríton de la història. Aquest fet fa que aquesta obra jugués un paper fonamental en la definició d'aquesta tipus de veu, en clau ja decididament pre-verdiana.
A nivell dramatúrgic, és una de les poques obres que mostren la bogeria masculina, tot i que amb una clau tragicòmica.
Es tracta d'un exemple típic de semi-melodrama, alternant bruscament entre episodis dramàtics i còmics, tot i que predomina el to de comèdia. El paper del bruixot està encarnat pel criat negre Kaidamà, amb el qual el protagonista venja els seus enganys amorosos colpejant-li amb un bastó.
La part de Cardenio té moments de gran noblesa, com ara a la cavatina Raggio d'amor parea o a l'arioso Ma dì, perché tradirmi?, abans de la trobada amb Eleonora, a la qual l'orquestra esmenta les línies inicials de la famosa ària de Nemorino, de L'elisir d'amore, Una furtiva lagrima.
El gran domini contrapuntístic de Donizetti es manifesta en el sextet que constitueix el temps lent del final del primer acte.
Malgrat ser una òpera popular, Il furioso va sortir del repertori habitual en la segona meitat del segle xix, probablement per què el seu estil era ja massa lluny dels estàndard de l'època, sobretot per la seva excèntrica estructura dramatúrgica. L'obra ha estat representada al Teatro Gaetano Donizetti de Bèrgam el 1987, sent els protagonistes Renato Bruson i Luciana Serra i, posteriorment, el 2013, amb Simone Alberghini i Cinzia Forte.
L'excentricitat del tema, però, s'explica considerant la seva inspiració en el Quixot de Miguel de Cervantes, model que sembla haver inspirat l'autor anònim de la comèdia a partir del qual Ferretti va escriure el llibret.

## Estructura musical
- Simfonia

### Acte I
- N. 1 - Introducció
  - N. 1a - Cavatina de Marcella Freme il mar, lontan lontano
  - N. 1b - Duet de Bartolomeo i Marcella So per chi. Sempre pietose
  - N. 1c - Cavatina de Kaidamà Per obbedirvi rapido... (Kaidamà, Bartolomeo, Cor)
  - N. 1d - Cavatina de Cardenio Raggio d'amor parea
  - N. 1e - A quello squallido (Marcella, Bartolomeo, Cor, Kaidamà)
- N. 2 - Cor i Cavatina d'Eleonora Ahi, sciagura! Spumante s'incalza - Vedea languir quel misero (Cor, Kaidamà, Marcella, Eleonora)
- N. 3 - Duet de Cardenio i Kaidamà Taceva e mi guardava
- N. 4 - Cor i Cavatina de Fernando Ecco alfin l'onde tranquille - Al mio desir s'oppose (Cor, Fernando)
- N. 5 - Final 1r acte, Che il sorriso mio primiero (Eleonora, Marcella, Cor, Cardenio, Bartolomeo, Fernando, Kaidamà)

### Acte II
- N. 6 - Cor i Duet de Cardenio i Eleonora Là non v'è / Neppur qui - Pietà! T'inganni (Cor, Kaidamà, Cardenio, Eleonora)
- N. 7 - Cor i Ària de Fernando Più da temer non v'è - La ragion che avea perduto (Cor, Fernando)
- N. 8 - Duet de Cardenio i Kaidamà Fu l'orror dei tradimenti
- N. 9 - Ària Final d'Eleonora Nel piacer di questo dì (Eleonora, Cardenio, Kaidamà, Fernando, Bartolomeo, Cor)

## Elenc de l'estrena
| Paper      | Intèrpret             |
| ---------- | --------------------- |
| Cardenio   | Giorgio Ronconi       |
| Eleonora   | Elisa Orlandi         |
| Fernando   | Lorenzo Salvi         |
| Bartolomeo | Filippo Valentini     |
| Marcella   | Marianna Franceschini |
| Kaidamà    | Ferdinando Lauretti   |

## Discografia
| Format | Any  | Papers (Cardenio, Eleonora, Fernando, Kaidamà)                       | Director            | Segell      |
| ------ | ---- | -------------------------------------------------------------------- | ------------------- | ----------- |
| DVD    | 2013 | Simone Alberghini, Cinzia Forte, Francesca Marsiglia, Filippo Morace | Giovanni Di Stefano | Bongiovanni |